# Samphelling
Samphelling – gewog w dystrykcie Czʽukʽa, w Bhutanie. Według danych z 2017 roku liczył 4077 mieszkańców.